# HD 33142
HD 33142 — звезда, которая находится в созвездии Зайца на расстоянии около 410 световых лет от нас. Вокруг звезды обращается, как минимум, одна планета.

## Характеристики
HD 33142 — звезда 8,13 звёздной величины; впервые в астрономической литературе упоминается в каталоге Генри Дрейпера, изданном в начале XX века. Она представляет собой оранжевый субгигант с массой и радиусом, равными 1,48 и 4,2 солнечных соответственно. Температура поверхности составляет около 5052 кельвинов. По светимости HD 33142 превосходит наше Солнце в 10 с половиной раз. Возраст звезды оценивается приблизительно в 3 миллиарда лет.

## Планетная система
В 2011 году группой астрономов, работающих с данными, полученными в обсерватории Кека, было объявлено об открытии планеты HD 33142 b в системе. Она является газовым гигантом, имеющим массу, равную 1,3 массы Юпитера. Планета обращается вокруг родительской звезды на расстоянии 1,06 а.е.; год на ней длится приблизительно 326 суток. Открытие HD 33142 b было совершено методом Доплера.